# Clare Castle
Clare Castle är en medeltida borgruin i Storbritannien. Den ligger i grevskapet Suffolk och riksdelen England, 80 km nordost om huvudstaden London. Clare Castle ligger 49 meter över havet.
Runt Clare Castle är det ganska tätbefolkat, med 222 invånare per kvadratkilometer. Närmaste större samhälle är Haverhill, 9 km väster om Clare Castle. 